# Scatopsciara grandifrons
Scatopsciara grandifrons är en tvåvingeart som först beskrevs av Frey 1942.  Scatopsciara grandifrons ingår i släktet Scatopsciara och familjen sorgmyggor. Inga underarter finns listade i Catalogue of Life.